# کیم بیونگ-چول (بازیگر)
کیم بیونگ-چول (کره‌ای: 김병철؛ زادهٔ ۵ ژوئیه ۱۹۷۴) بازیگر اهل کره جنوبی است. او به خاطر ایفای نقش چا مین-هیوک در مجموعهٔ تلویزیونی قلعه آسمان شناخته می‌شود. او با بازی در مجموعه‌های تلویزیونی موفق مانند نسل خورشید، گابلین'" و افسانه: سیزیف به شهرت رسید.